# Pavona minuta
Pavona minuta är en korallart som beskrevs av Wells 1954. Pavona minuta ingår i släktet Pavona och familjen Agariciidae. IUCN kategoriserar arten globalt som nära hotad. Inga underarter finns listade i Catalogue of Life.